# Brahma (galinha)
Brahma é uma raça de galinha asiática, que tem origem na região de Bramaputra na Índia.  
Conhecida também como Chitacongs, Xangai e Brahma Pooltras. Acredita-se que resultou de um cruzamento da raça Malaio com a raça Cochim gigante.
As primeiras aves a serem exportadas da Índia foram para os EUA e a Grã-Bretanha. Algumas destas aves foram presenteadas então à rainha Victoria. Importadas por volta de 1840, foram geneticamente aprimoradas pelos americanos até chegarem à Brahma Light, Brahma Dark e Brahma Buff. Hoje existem variedades além destas. 
O Brahma foi incluído no primeiro livro de padrões das aves domésticas, publicado em 1865.

## Características

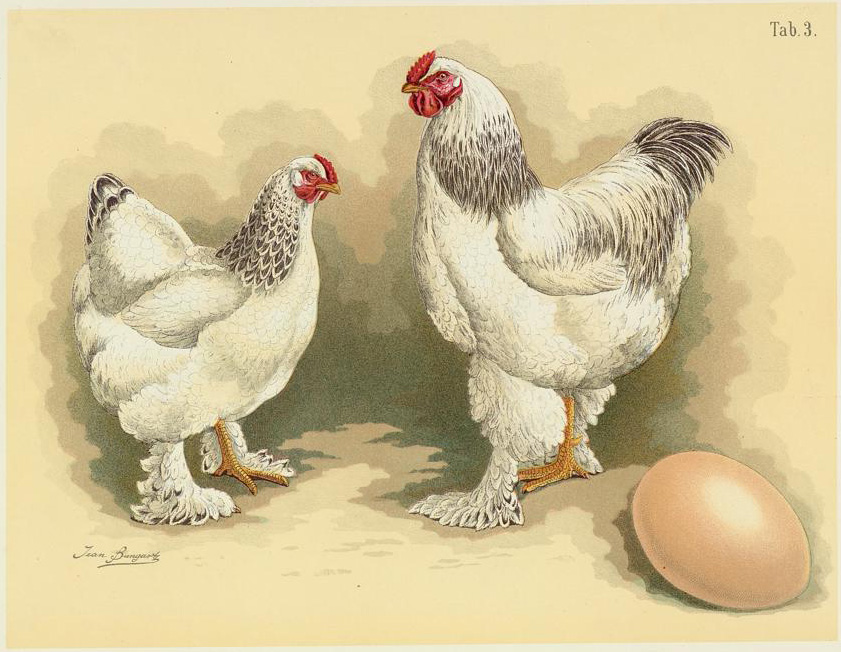
Casal Brahma Light. Gravura.

O tamanho e a força do Brahma, sugerem que a raça tem algum parentesco com a ave selvagem 'asiatic elusive'(Gallus Gigantus).
As pernas e os pés, até os dedos do meio, são emplumados. 
O galo pesa de 5 a 7 kg e mede de 60 a 80 cm de altura. A fêmea pesa de 4 a 5 kg e produz de 120 a 150 ovos por ano.
Existem 3 variedades mais comuns dentro da raça Brahma, que diferem em padrão de cores, estas são Brahma Light(branco e preto), Brahma Dark(preto e branco) e Brahma Buff(marrom/dourado). Porém também há outras variedades como Brahma Black, Brahma White, Brahma Blue, Brahma Carijó, Brahma Splash e Brahma Perdiz.

## Galeria de fotos

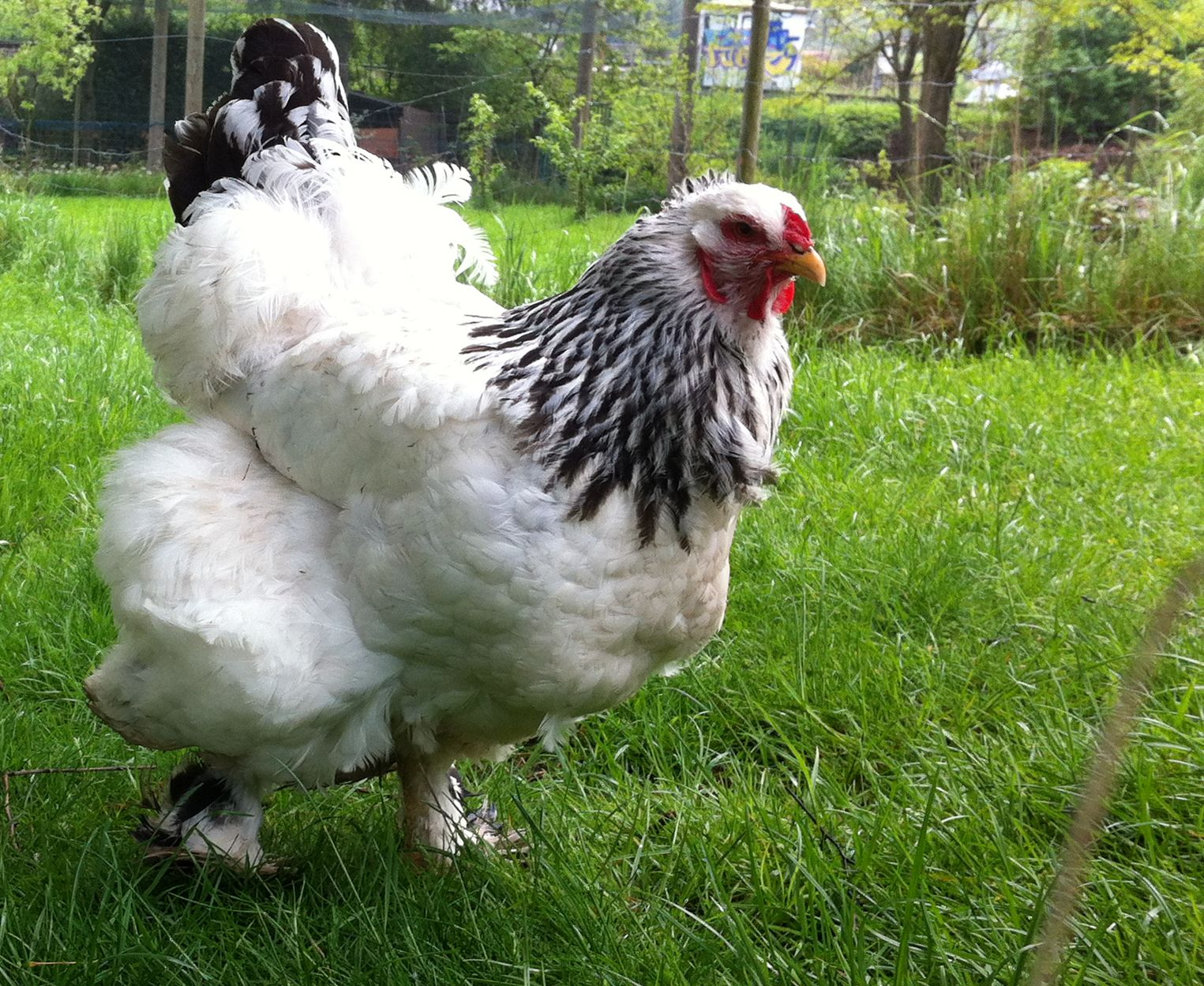
Galinha Brahma Light
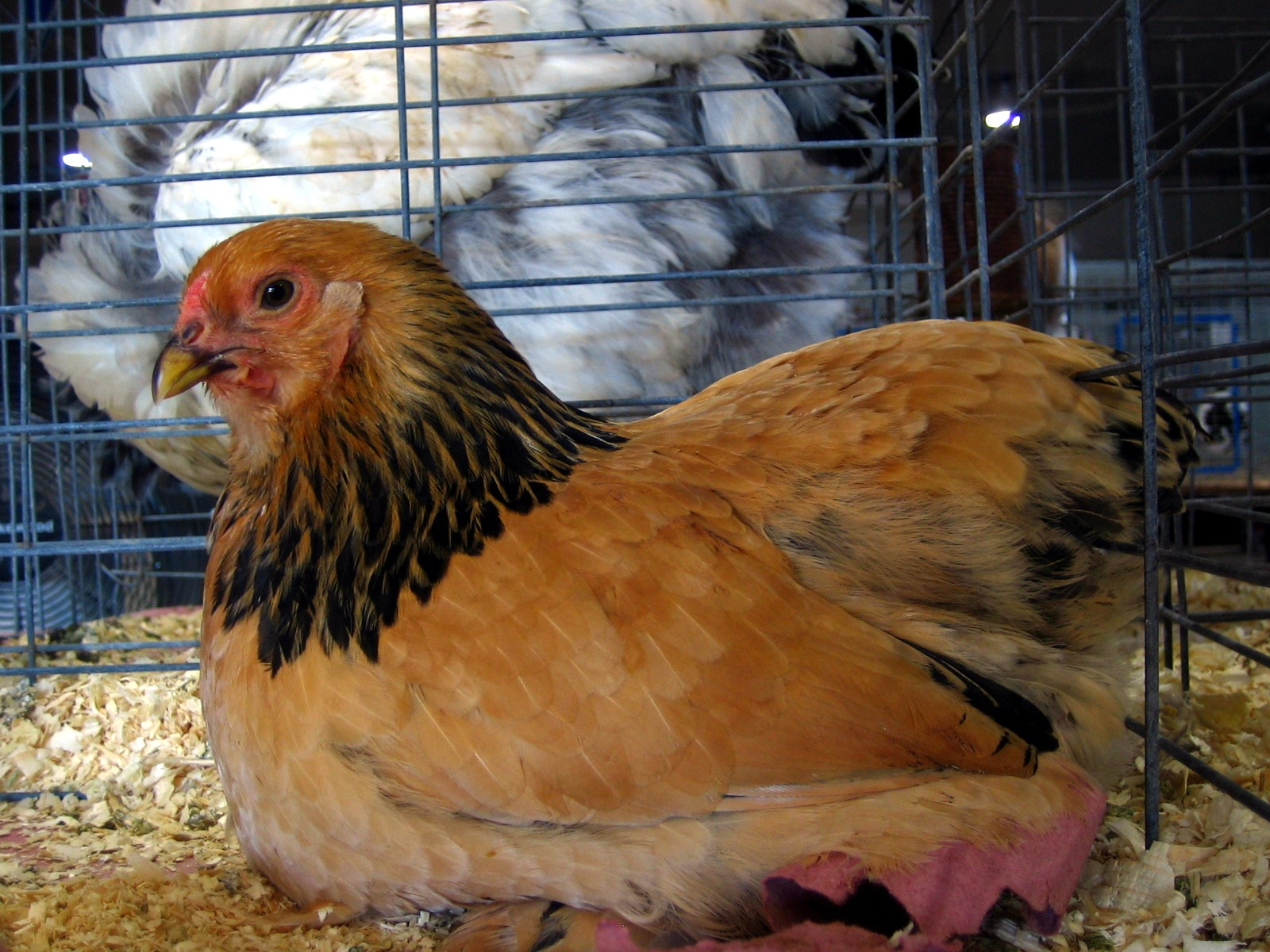
Galinha Brahma Buff
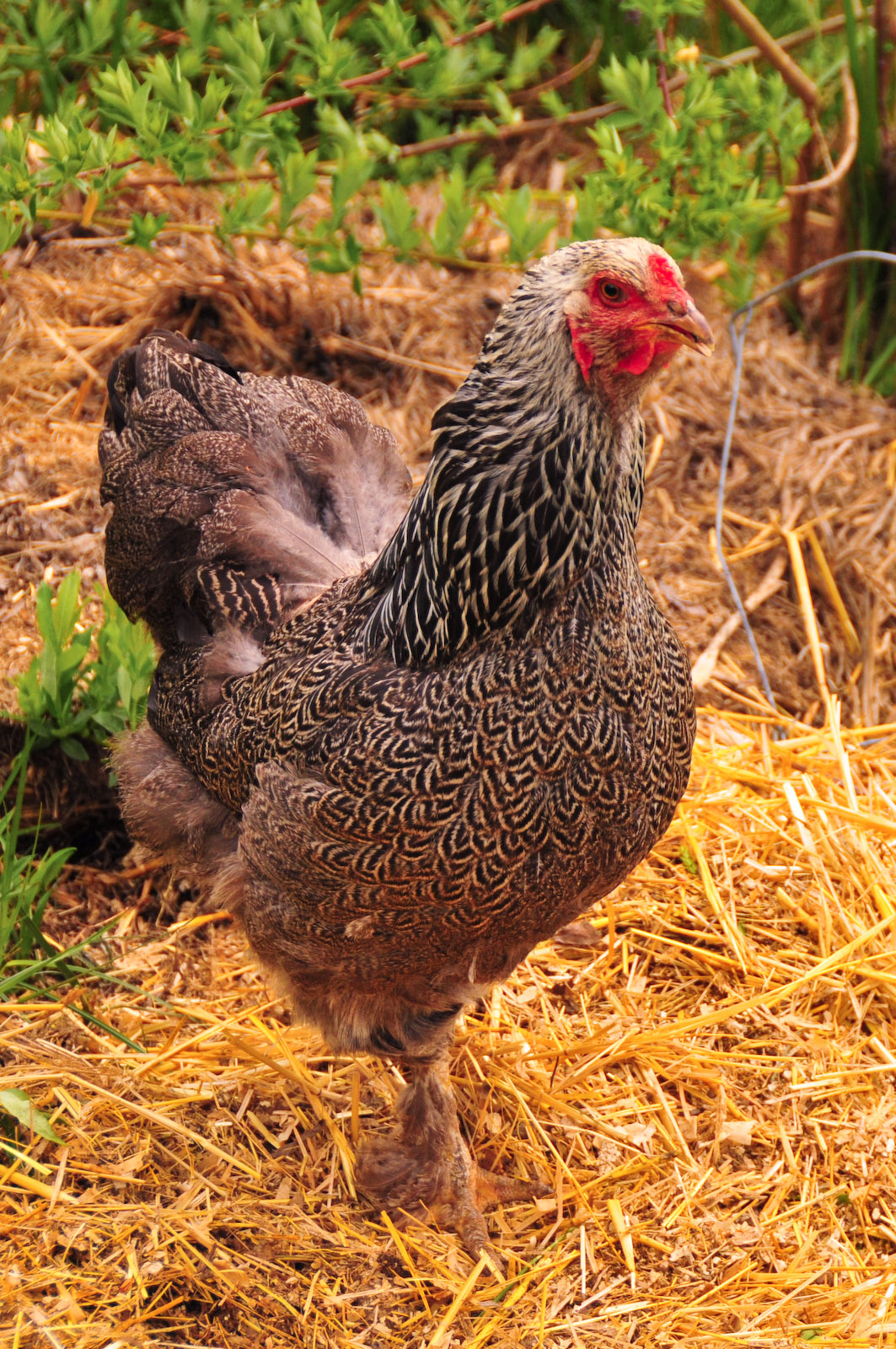
Galinha Brahma Dark
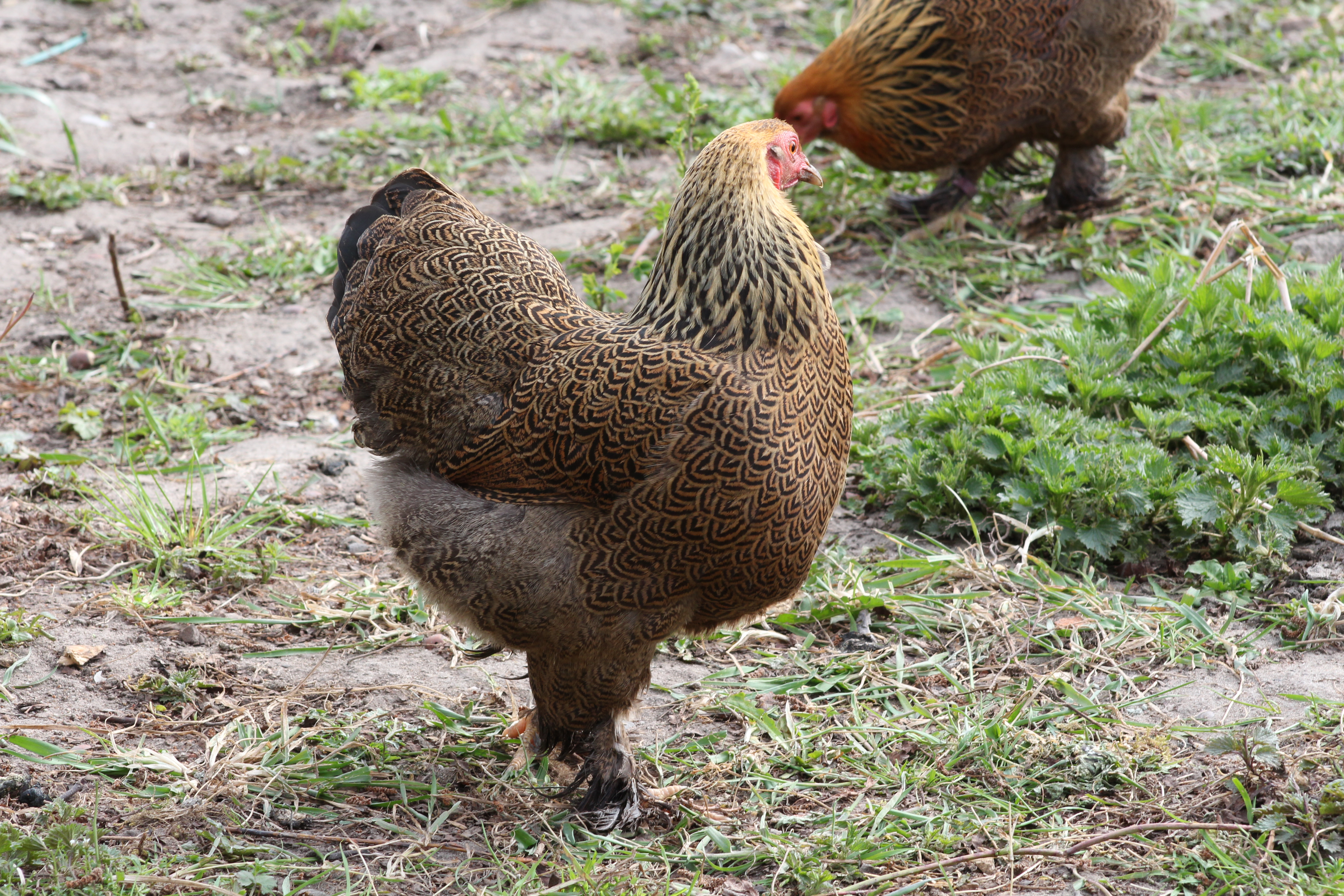
Galinha Brahma perdiz
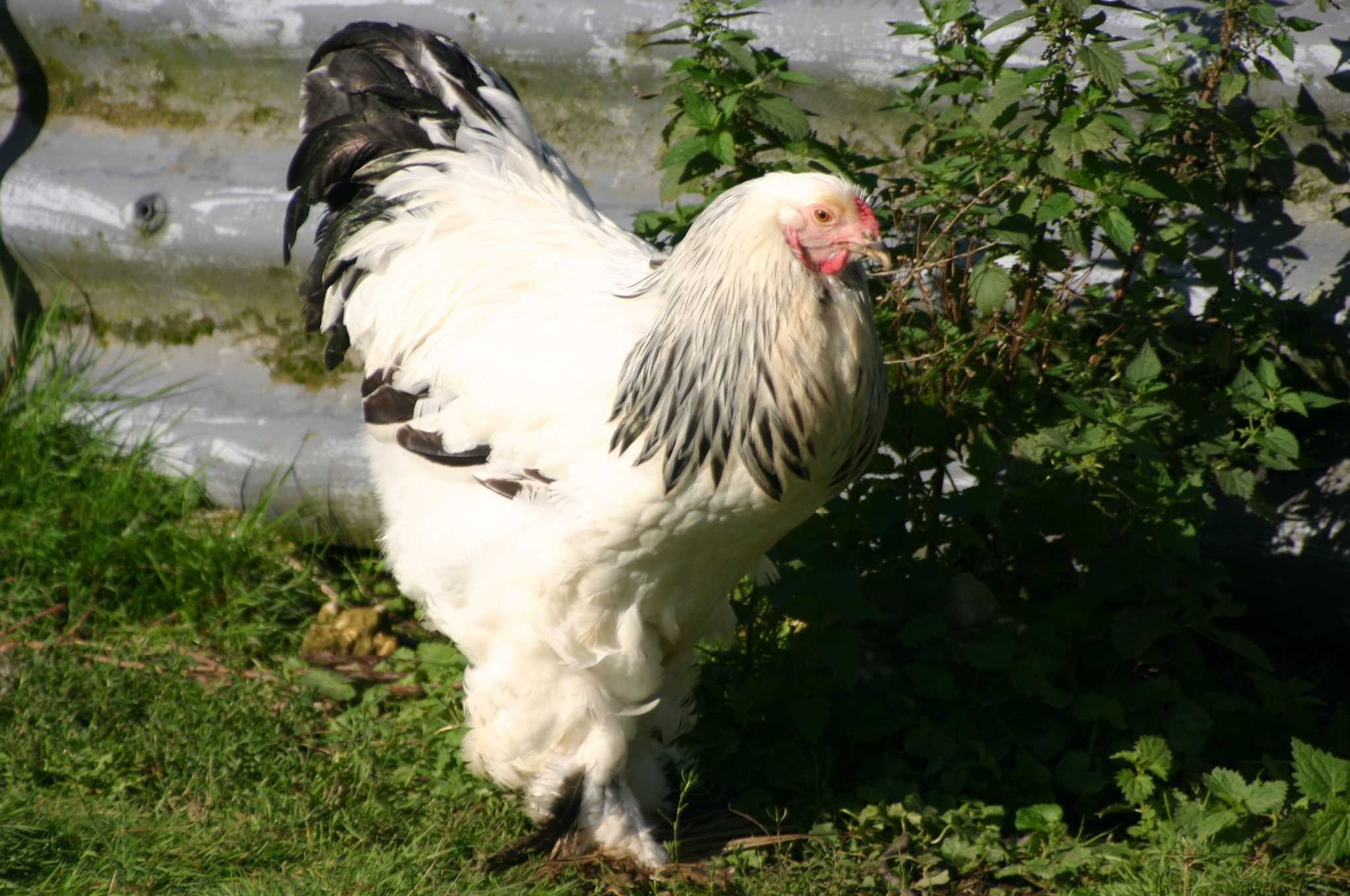
Galo Brahma Light
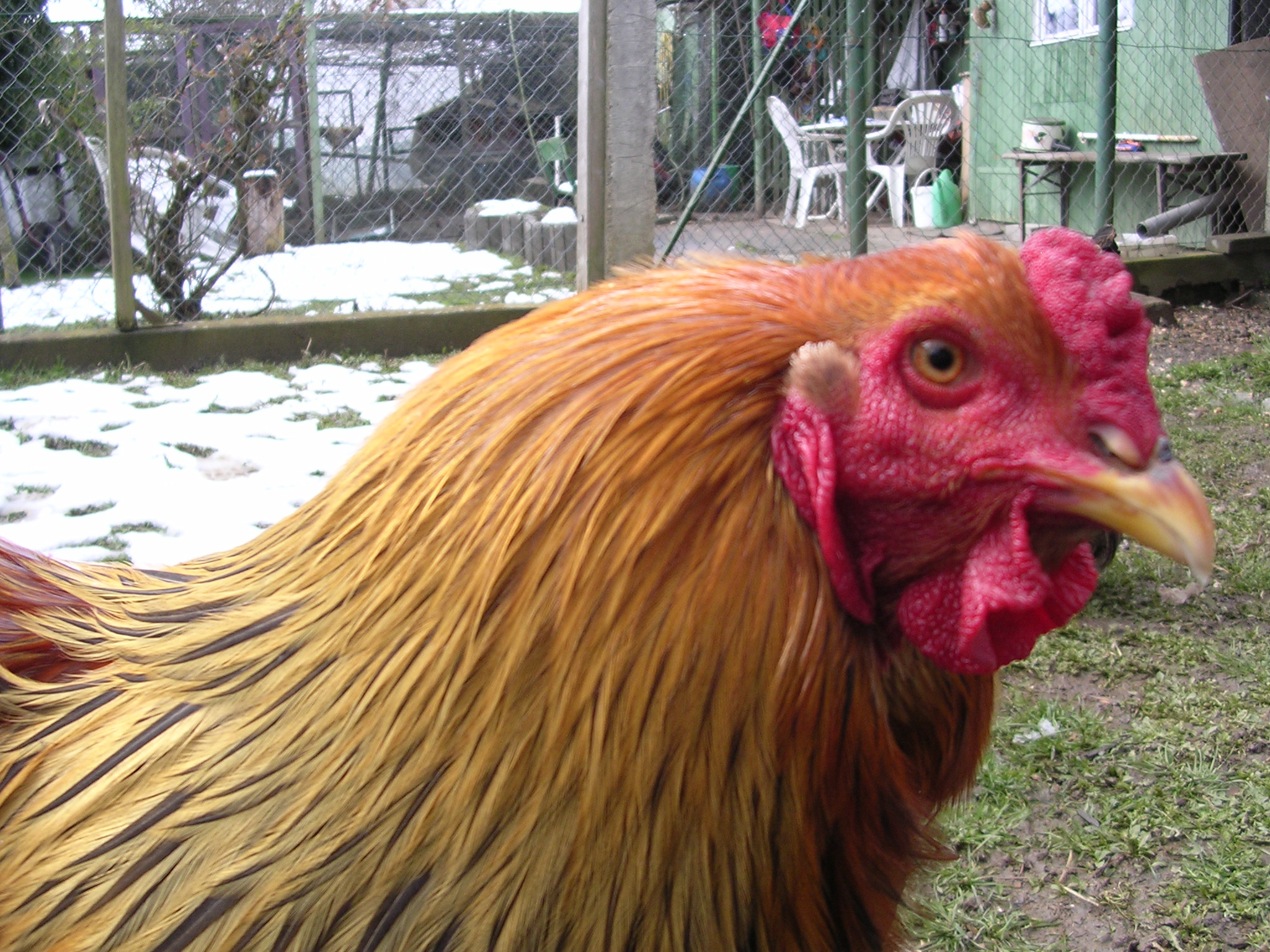
Galo Brahma
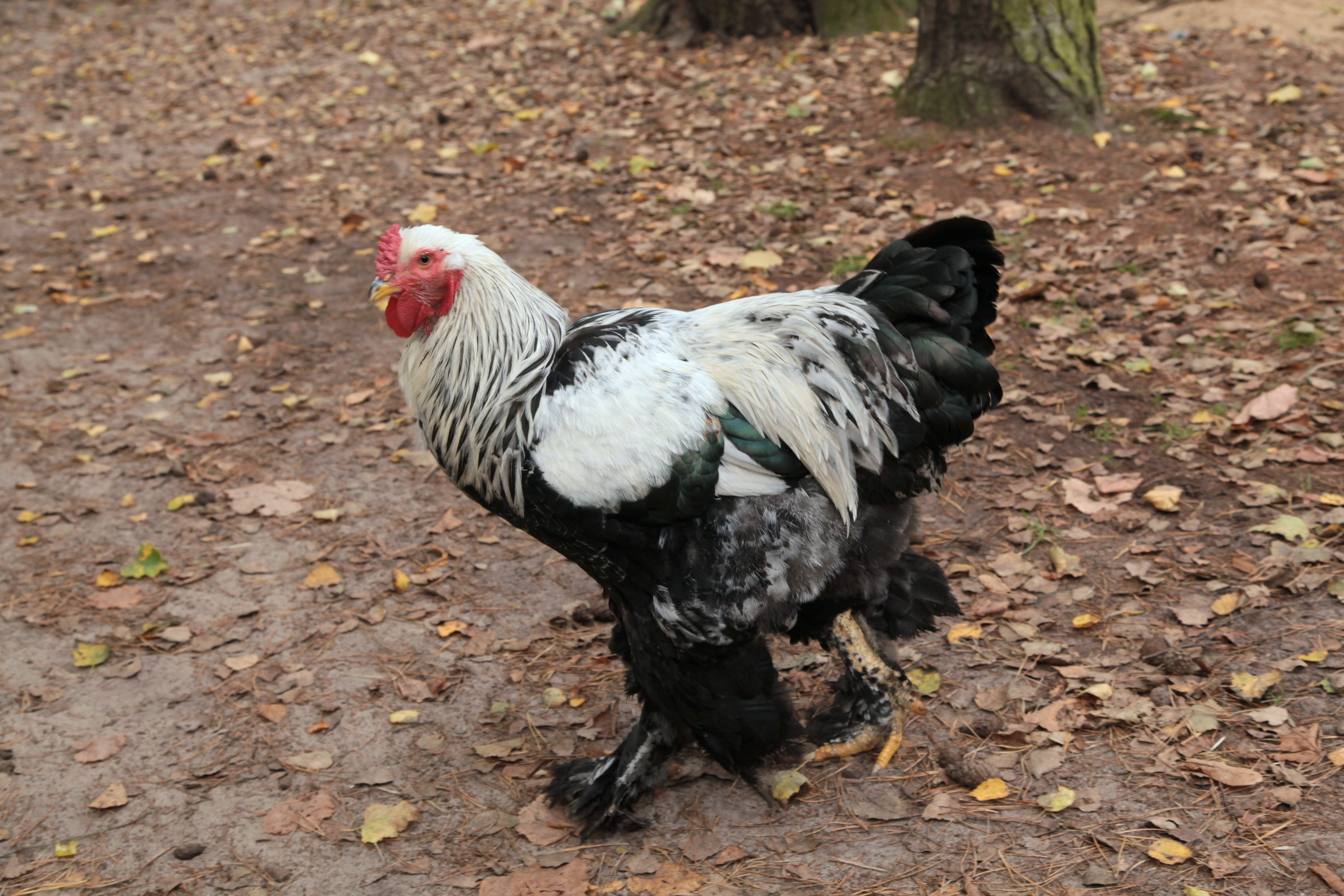
Galo Brahma Dark
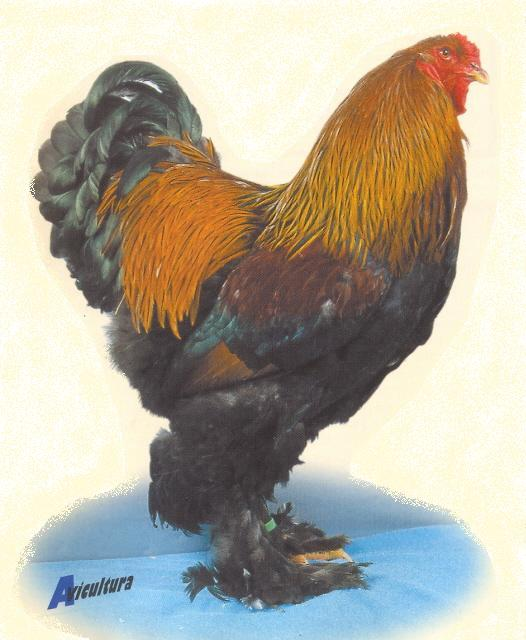
Galo Brahma perdiz
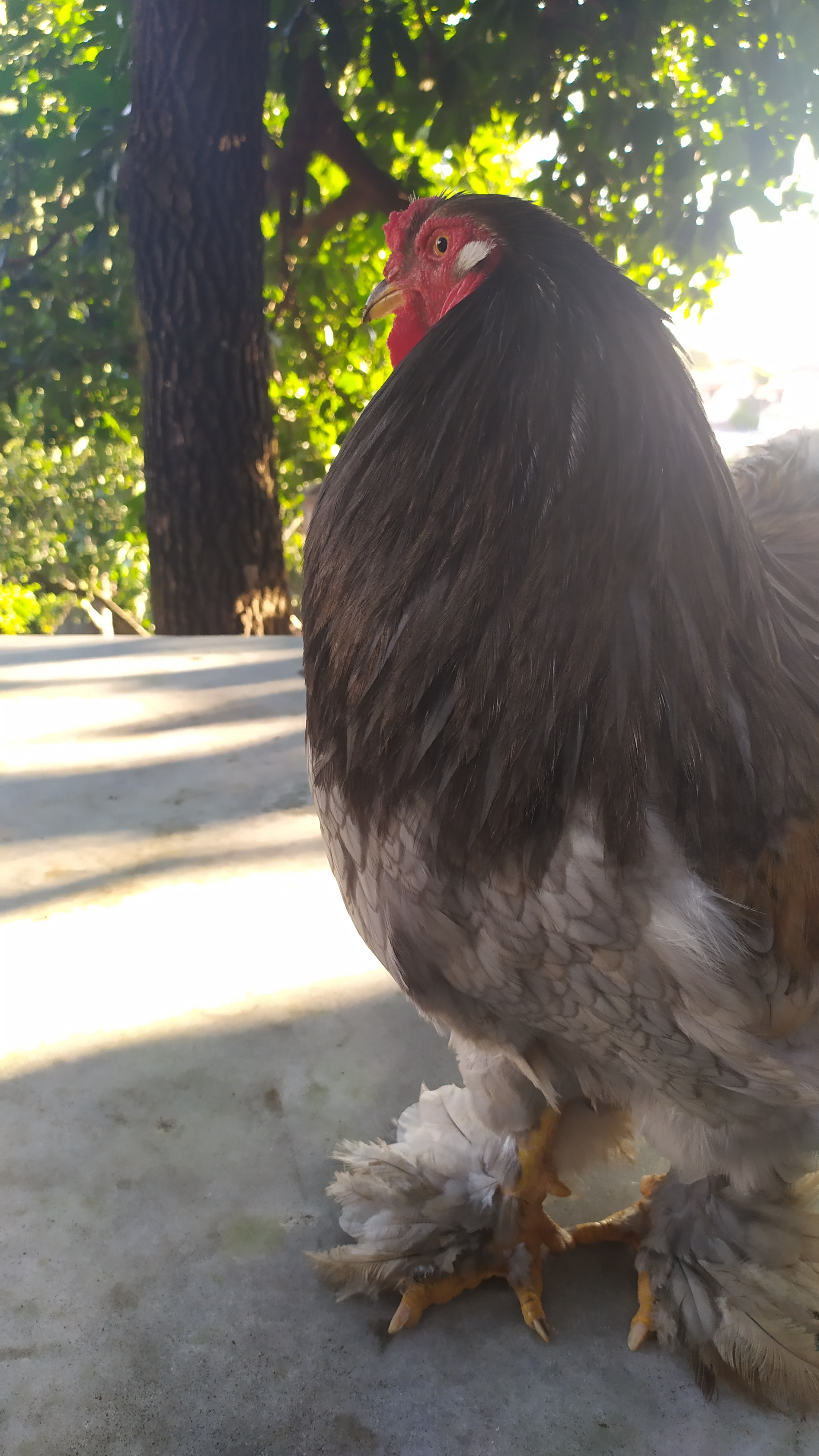
Galo Brahma Blue